# Gariannonum
Gariannonum, o Gariannum o anche Garrianonum, era un forte romano sulla costa sassone nei pressi di Norfolk, in Inghilterra. La Notitia dignitatum, un documento dove vengono indicati i funzionari e le dislocazioni dei vari corpi militari dell'esercito romano intorno all'anno 400 d.C., elenca nove forti nella costa sassone nell'Inghilterra meridionale ed orientale, tra questi uno era chiamato Gariannonor. Nel corso degli anni si è molto discusso sul forte sia in termini di ortografia (se fosse Gariannonum, Garianonum, Gariannum), sia sul suo utilizzo (se avesse davvero scopo difensivo contro le incursioni dei Sassoni) e sia sulla sua posizione (se corrispondesse al forte romano di Burgh Castle o a quello di Caister).

## Ubicazione
Gariannonum era solitamente identificato con il forte romano di Burgh Castle. Tuttavia, gli ultimi studi sull'insediamento romano, che dista 9 chilometri (5,6 mi) dal forte di Caister, ha dimostrato che anch'esso aveva una funzione militare. In epoca romana, entrambi i siti si trovavano sui lati opposti di un grande estuario (di cui oggi resta il Breydon Water). L'identificazione del forte romano di Burgh Castle come Gariannonum è incerta ed il nome potrebbe riferirsi al forte romano di Caister.
Si pensa, infatti, che il nome Gariannonum derivi da una radice di lingua britonica che significa "fiume gorgogliante", che potrebbe riferirsi al fiume Yare nelle vicinanze del forte di Burgh Castle, sebbene la derivazione sia incerta. Anche la funzione militare del forte di Caister è in discussione. Entrambi i siti probabilmente operavano insieme ed uno, o forse anche entrambi, erano conosciuti dai romani come Gariannonum.